# Michael S. Regan

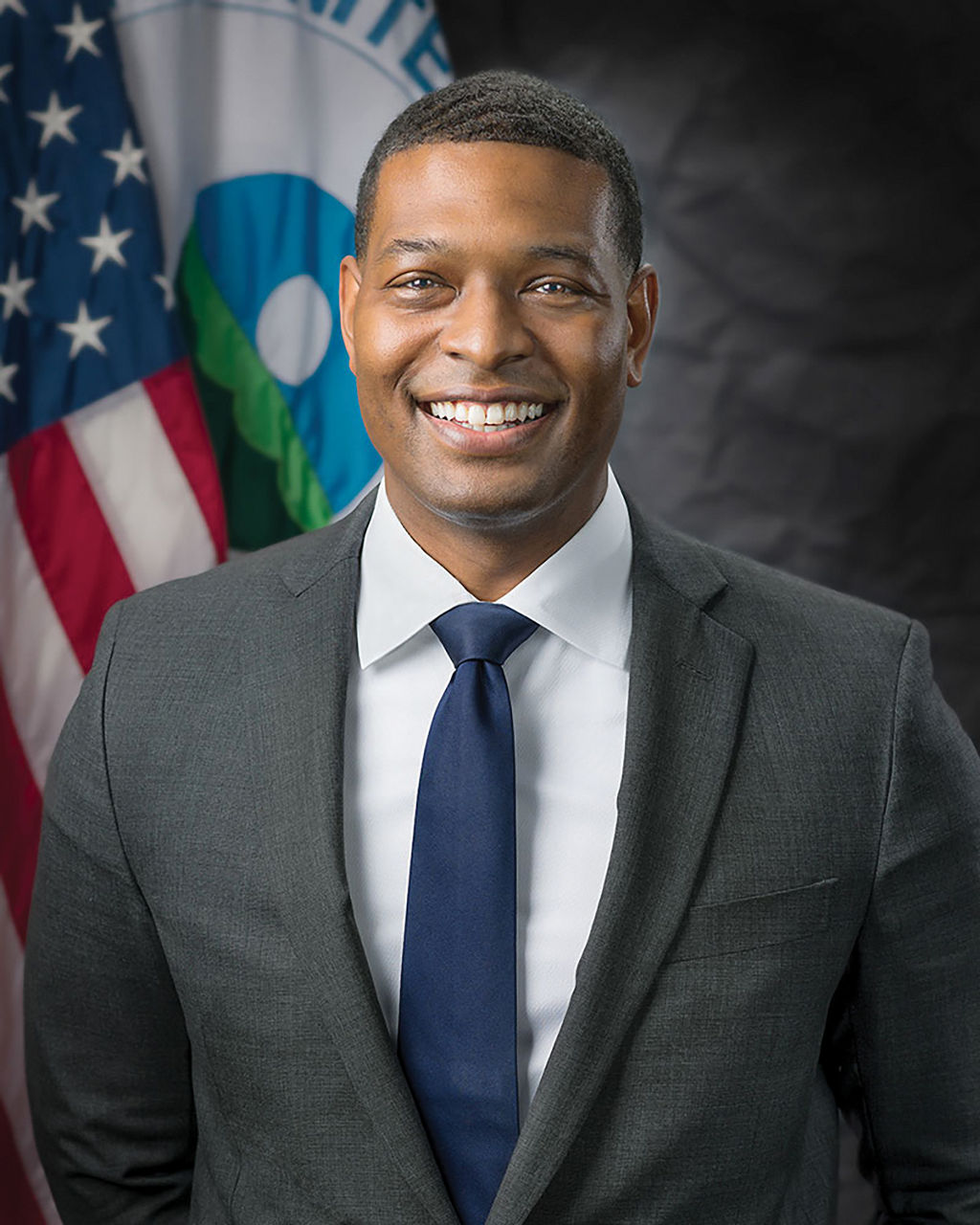
Michael S. Regan (2021)

Michael Stanley Regan (* 6. August 1976 in Goldsboro, North Carolina) ist ein US-amerikanischer Umweltregulierer, der von März 2021 bis Ende des Jahres 2024 Direktor der US-Umweltschutzbehörde Environmental Protection Agency (EPA) war. Von 2017 bis 2021 amtierte er als Minister für Umweltqualität in North Carolina und war zuvor Spezialist für Luftqualität in der United States Environmental Protection Agency (EPA). 

## Leben
Michael Regan wuchs mit zwei Geschwistern in Goldsboro, North Carolina, auf. Er besuchte die North Carolina A&T State University, wo er einen Bachelor of Science in Erd- und Umweltwissenschaften erhielt. Anschließend absolvierte er die George Washington University in Washington, D.C. und erhielt dort einen Master of Public Administration. Von 1998 bis 2008 war Regan als Mitarbeiter in der Environmental Protection Agency tätig. 2017 wurde er von North Carolinas Gouverneur Roy Cooper zum Leiter der Umweltbehörde des Bundesstaates ernannt.
Am 17. Dezember 2020 teilten Mitglieder des Übergangsteams des designierten Präsidenten Joe Biden der Presse mit, dass dieser Regan als nächsten Administrator der US-Umweltschutzbehörde nominieren werde. Der US-Senat bestätigte seine Ernennung am 10. März 2021, so dass Michael Regan sein Amt am 11. März 2021 antreten konnte. Regan ist der erste Schwarze an der Spitze der Behörde und ist dafür verantwortlich, das Engagement der Biden-Administration für die Bekämpfung des Klimawandels, die Förderung grüner Energieinnovationen und die Bekämpfung der Auswirkungen von Umweltrassismus voranzutreiben. 
Regan ist verheiratet, hat einen Sohn und lebt in Raleigh.